# Фјуме (Форли-Чезена)
Фјуме (итал. Fiume) је насеље у Италији у округу Форли-Чезена, региону Емилија-Ромања.
Према процени из 2011. у насељу је живело 16 становника. Насеље се налази на надморској висини од 15 м.